# Dig Out Your Soul
Dig Out Your Soul es el séptimo álbum de estudio de la banda de rock británica Oasis, publicado en 2008 por Big Brother Records, Sony BMG (UK) Y Warner Bros (US). Salió mundialmente a la venta el 6 de octubre de 2008 y el 7 de octubre para Estados Unidos, en Japón salió 5 días antes del estreno mundial (1 de octubre). El primer corte promocional, "The Shock of the Lightning" fue lanzado el 15 de agosto a través de la radio e Internet y, desde el 29 de septiembre pudo ser adquirido en forma física. Como promoción al álbum, la banda estuvo en medio de una gira mundial, la cual finalizó abruptamente el 30 de agosto de 2009 después de una pelea entre Liam y Noel, capitulando así, la separación de la banda por más de 15 años. El álbum lleva vendido hasta la fecha alrededor de 10 millones de copias.

## Concepto y sonido
En enero de 2007 Noel Gallagher, en una entrevista a NME, dio nuevos detalles de cara al nuevo álbum: "Todas las canciones que he escrito recientemente son más bien del tipo acústicas ¿sabes? Pero para el próximo disco me apetecería tirarlas por el fregadero. No hemos hecho algo así desde Be Here Now. Me gustaría usar como a 100 músicos de orquesta, coros y todo ese tipo de cosas. Desde Standing On The Shoulder Of Giants estamos buscando el punto justo entre bajo, guitarra y batería sin nada de fantasía"
En noviembre de 2007 Noel declaró a BBC 6 Music: "Estamos escribiendo canciones por separado, pero sorprendentemente todas parecen seguir un mismo hilo conductor, mucho más lineales que en Don’t Believe The Truth. Hasta ahora sólo hemos grabado dos canciones, pero los demos nos han quedado muy bien" En cuanto al contenido de las letras declaró: "Las letras básicamente tratan de lo que sientes al ser joven, el hecho de ser una estrella de rock y de como es vivir en la gran ciudad. Aparte estoy rememorando mis antiguos viajes psicodélicos, los de un hombre joven. Todo lo que pueda ver lo pondré en la música"
En noviembre de 2007 el vocalista de la banda Liam Gallagher en una entrevista concedida a Reuters declaró: "todas las canciones ya han sido escritas, el disco va por buen camino (this record's gonna be fuckin' rockin'), no es para nada acústico. Estamos tocando diez temas, tres son míos, algunos de Noel y otros de Gem y Andy. Va a ser un disco con sonidos pesados, por lo cual no nos aburriremos para nada. Tenemos todo para que sea un gran disco, espero que Noel aprenda la lección en el estudio esta vez."
El 15 de junio de 2008 en una entrevista en talkSPORT, Noel dijo que el álbum sería colosal, bien roquero. "Sonará bien en vivo, que de hecho es lo más importante" En otras entrevistas, Gallagher también fue contundente al desafiar a la creencia de que el álbum será una continuación del historial Britpop de la banda, afirmando "No es Britpop...suena más bien a glam. No hay canciones pop en él."

## Grabación
Estaba estipulado que las sesiones de grabación comenzarían en julio de 2007, pero se pospusieron hasta principios de agosto, como prueba de esto Noel y Liam fueron vistos fuera de los Estudios Abbey Road con sus fanes.
Las sesiones se suspendieron en septiembre de 2007 debido al nacimiento del segundo hijo de Noel Gallagher, quien declararía a la BBC 6 Music: "Hemos hecho unas cuantas pistas en Abbey Road a lo largo de seis semanas. Luego nos hemos tomado un descanso, el cual sirvió para conocer a mi nuevo hijo. El 5 de noviembre retomaremos el trabajo en Abbey Road. - que probablemente será interrumpido nuevamente por un par de meses, a causa de la navidad. Luego lo mezclaremos para así ver donde estamos parados".
El 8 de noviembre de 2007, la banda confirmó en su web oficial que habían regresado al estudio el 5 de noviembre, y que estaban trabajando con el productor de Don't Believe The Truth, Dave Sardy.
El 5 de febrero de 2008 la banda anunció a través de su página web, que se encontraban en Los Ángeles para terminar la grabación del álbum y para mezclar el disco.
El 28 de febrero en la Radio Indie 103.1 de Los Ángeles; Liam, Noel y Gem declararon junto al exguitarrista de Sex Pistols, Steve Jones que la mezcla finalizaría en dos semanas.
A finales de febrero de 2008 Liam Gallagher se marchó de Los Ángeles para casarse con su novia Nicole Appleton en Inglaterra. Lo hizo sin avisarle a ningún miembro de la banda, razón por la cual dos canciones a las cuales le faltaban grabar la voz, "I Wanna Live In A Dream (In My Record Machine)" y "Come On (It's Alright)", debieron ser descartadas. Debido a ésta complicación debieron incluirse dos canciones, "Ain't Got Nothin'" y "(Get Off Your) High Horse Lady", las cuales en realidad serían lanzadas como lados b.
El 8 de marzo de 2008 en una entrevista con Russell Brand en la BBC Radio 2, Noel declaró que se iba a casa el siguiente miércoles 12 de marzo, lo que dio a entender que el trabajo había finalizado en Los Ángeles. Oasis también reservó fechas, un indicio más que el álbum estaba terminado. También en la entrevista Noel dijo que el título del disco se desprendía de una frase de un tema de Gem: "To Be Where There's Life".
El 14 de abril de 2008 Noel Gallagher anunció en una entrevista que el álbum había sido terminado y la banda se encontraba en conversaciones con varias compañías para lanzarlo. En agosto de 2008, Reprise Records anunció que distribuiría Dig Out Your Soul en América del Norte.

## Recepción
La recepción por parte de la crítica fue mayoritariamente positiva y han concordado en señalar que Dig Out Your Soul es un disco que felizmente puede complementar a (What's the Story) Morning Glory? en el vivo. Jonathan Cohen de Billboard señaló que el disco hizo volver a la banda a sus raíces. Luke Bainbridge de The Observer destacó que "Si Definitely Maybe fue su The Stone Roses, haciendo referencia al primer disco de la mítica banda de homónimo nombre, Dig Out Your Soul fue su Second Coming" El exmánager de la banda Alan McGee comparó el disco con Revolver de The Beatles y Beggars Banquet de The Rolling Stones.
No todas las críticas fueron positivas, Jody Rosen de Rolling Stone lo calificó como un disco cómicamente genérico, así como Pitchfork Media quién volvió a tildar a la banda de "poco moderna" y acusar a Noel de estar demasiado influenciado en canciones ya existentes.
El disco llegó a ser número 1 en el Reino Unido, al vender 90.000 copias en su primer día, siendo superado solo por Viva la Vida or Death and All His Friends de Coldplay. Llegó a vender 200.866 copias en su primera semana, llegando a ser el 51.er disco más rápidamente vendido en la historia del Reino Unido. En tanto, en Estados Unidos el álbum debutó Número 5 vendiendo 53,000 copias en la primera semana, siendo el num. más alto desde (What's The Story) Morning Glory? (#1) y Be Here Now (#2).

## Lista de canciones
| N.º | Título                           | Escritor(es)   | Duración |  |
| 1.  | «Bag It Up»                      | Noel Gallagher | 4:40     |  |
| 2.  | «The Turning»                    | N. Gallagher   | 5:04     |  |
| 3.  | «Waiting for the Rapture»        | N. Gallagher   | 3:03     |  |
| 4.  | «The Shock of the Lightning»     | N. Gallagher   | 4:59     |  |
| 5.  | «I'm Outta Time»                 | Liam Gallagher | 4:10     |  |
| 6.  | «(Get Off Your) High Horse Lady» | N. Gallagher   | 4:06     |  |
| 7.  | «Falling Down»                   | N. Gallagher   | 4:20     |  |
| 8.  | «To Be Where There's Life»       | Gem Archer     | 4:35     |  |
| 9.  | «Ain't Got Nothin'»              | L. Gallagher   | 2:14     |  |
| 10. | «The Nature of Reality»          | Andy Bell      | 3:47     |  |
| 11. | «Soldier On»                     | L. Gallagher   | 4:50     |  |

### Edición Japonesa
| Japanese version |                                 |              |          |  |
| N.º              | Título                          | Escritor(es) | Duración |  |
| 12.              | «I Believe in All»              | L. Gallagher | 2:41     |  |
| 13.              | «The Turning» (Alt. Version #4) | N. Gallagher | 4:57     |  |

### Box set bonus CD
| Box set bonus CD |                                                                           |              |          |  |
| N.º              | Título                                                                    | Escritor(es) | Duración |  |
| 1.               | «Lord Don’t Slow Me Down»                                                 | N. Gallagher | 3:18     |  |
| 2.               | «The Turning» (The Jagz Kooner Remix)                                     | N. Gallagher | 4:52     |  |
| 3.               | «Boy with the Blues»                                                      | L. Gallagher | 4:40     |  |
| 4.               | «Falling Down» (The Chemical Brothers Remix)                              | N. Gallagher | 4:27     |  |
| 5.               | «The Shock of the Lightning» (The Jagz Kooner Remix)                      | N. Gallagher | 6:40     |  |
| 6.               | «I Believe in All»                                                        | L. Gallagher | 2:41     |  |
| 7.               | «To Be Where There's Life» (A Richard Fearless Production)                | G. Archer    | 6:24     |  |
| 8.               | «The Turning» (Alt. Version #4)                                           | N. Gallagher | 4:57     |  |
| 9.               | «Waiting for the Rapture» (Alt. Version #2)                               | N. Gallagher | 3:01     |  |
| 10.              | «The Shock of the Lightning» (Primal Scream Remix - Italian Version Only) | N. Gallagher | 4:25     |  |

### Box set bonus DVD
| Box set bonus DVD |                                                                |          |  |
| N.º               | Título                                                         | Duración |  |
| 1.                | «Gold & Silver & Sunshine» (The Making of 'Dig Out Your Soul') |          |  |
| 2.                | «The Making of The Shock of the Lightning Video»               |          |  |
| 3.                | «The Shock of the Lightning video»                             |          |  |

## Créditos
- Oasis
  - Liam Gallagher – voz principal y coros, pandereta
  - Noel Gallagher – guitarras y coros
  - Gem Archer – guitarras
  - Andy Bell – bajo y tambura
  - Zak Starkey - batería
- Personal adicional
  - Jay Darlington – melotrón y sintetizador en "Falling Down"
  - The National In Choir – coros en "The Turning"

## Posicionamiento
| País           | Proveedor | Posición más alta | Certificación | Ventas  |
| -------------- | --------- | ----------------- | ------------- | ------- |
| Italia         | FIMI      | 1                 | Platino       | 70,000  |
| Reino Unido    | BPI       | 1                 | 2x Platino    | 600,000 |
| Brasil         | ABPD      | 1                 | Oro           | 50,000  |
| Japón          | RIAJ      | 2                 | Oro           | 174,706 |
| Suiza          | IFPI      | 2                 | Oro           | 20,430  |
| Irlanda        | IRMA      | 2                 | 2x Platino    | 30,000  |
| Argentina      | CAPIF     | 3                 | Oro           | 19,540  |
| Francia        | IFOP      | 4                 | Plata         | 56,000  |
| Estados Unidos | RIAA      | 5                 |               | 116,000 |
| Australia      | ARIA      | 5                 |               |         |
| Canadá         | CAC       | 5                 |               |         |
| Nueva Zelanda  | RIANZ     | 6                 |               |         |
| Croacia        |           | 6                 |               |         |
| Alemania       | GfK       | 8                 |               | 35,090  |